# Hypselobarbus pulchellus
Hypselobarbus pulchellus es una especie de peces de la familia de los Cyprinidae en el orden de los Cypriniformes.

## Morfología
Los machos pueden llegar alcanzar los 44 cm de longitud total y los 8 kg de peso.

## Hábitat
Es un pez de agua dulce.

## Distribución geográfica
Se encuentra en Karnataka (India ).